# Globus d'Or al millor actor en sèrie de televisió dramàtica
El Globus d'Or al millor actor en sèrie de televisió dramàtica va ser lliurat per primera vegada el 1961 per l'associació de la premsa estrangera de Hollywood. Aquest guardó és el Globus d'Or que s'atorga al protagonista una sèrie dramàtica.

## Guardonats per any

### Dècada de 2010
| Any  | Candidats       | Candidats        | Pel·lícula                    | Paper                  |
| ---- | --------------- | ---------------- | ----------------------------- | ---------------------- |
| 2012 |                 | Damian Lewis     | Homeland                      | Nicholas Brody         |
| 2012 | Steve Buscemi   | Boardwalk Empire | Enoch "Nucky" Thompson        |                        |
| 2012 | Bryan Cranston  | Breaking Bad     | Walter White                  |                        |
| 2012 | Jeff Daniels    | The Newsroom     | Will McAvoy                   |                        |
| 2012 | Jon Hamm        | Mad Men          | Don Draper                    |                        |
| 2011 |                 | Kelsey Grammer   | Boss                          | Tom Kane               |
| 2011 | Steve Buscemi   | Boardwalk Empire | Enoch "Nucky" Thompson        |                        |
| 2011 | Bryan Cranston  | Breaking Bad     | Walter White                  |                        |
| 2011 | Jeremy Irons    | The Borgias      | Roderic de Borja/Alexandre VI |                        |
| 2011 | Damian Lewis    | Homeland         | Nicholas Brody                |                        |
| 2010 |                 | Steve Buscemi    | Boardwalk Empire              | Enoch "Nucky" Thompson |
| 2010 | Bryan Cranston  | Breaking Bad     | Walter White                  |                        |
| 2010 | Michael C. Hall | Dexter           | Dexter Morgan                 |                        |
| 2010 | Jon Hamm        | Mad Men          | Don Draper                    |                        |
| 2010 | Hugh Laurie     | House, MD        | Gregory House                 |                        |

### Dècada de 2000
| Any  | Candidats            | Candidats                      | Pel·lícula       | Paper          |
| ---- | -------------------- | ------------------------------ | ---------------- | -------------- |
| 2009 |                      | Michael C. Hall                | Dexter           | Dexter Morgan  |
| 2009 | Simon Baker          | The Mentalist                  | Patrick Jane     |                |
| 2009 | Jon Hamm             | Mad Men                        | Don Draper       |                |
| 2009 | Hugh Laurie          | House, MD                      | Gregory House    |                |
| 2009 | Bill Paxton          | Big Love                       | Bill Henrickson  |                |
| 2008 |                      | Gabriel Byrne                  | In Treatment     | Paul Weston    |
| 2008 | Michael C. Hall      | Dexter                         | Dexter Morgan    |                |
| 2008 | Jon Hamm             | Mad Men                        | Don Draper       |                |
| 2008 | Hugh Laurie          | House, MD                      | Gregory House    |                |
| 2008 | Jonathan Rhys Meyers | The Tudor                      | Enric VIII       |                |
| 2007 |                      | Jon Hamm                       | Mad Men          | Don Draper     |
| 2007 | Michael C. Hall      | Dexter                         | Dexter Morgan    |                |
| 2007 | Hugh Laurie          | House, MD                      | Gregory House    |                |
| 2007 | Bill Paxton          | Big Love                       | Bill Henrickson  |                |
| 2007 | Jonathan Rhys Meyers | The Tudor                      | Enric VIII       |                |
| 2006 |                      | Hugh Laurie                    | House, MD        | Gregory House  |
| 2006 | Patrick Dempsey      | Grey's Anatomy                 | Derek Shepherd   |                |
| 2006 | Michael C. Hall      | Dexter                         | Dexter Morgan    |                |
| 2006 | Bill Paxton          | Big Love                       | Bill Henrickson  |                |
| 2006 | Kiefer Sutherland    | 24                             | Jack Bauer       |                |
| 2005 |                      | Hugh Laurie                    | House, MD        | Gregory House  |
| 2005 | Patrick Dempsey      | Grey's Anatomy                 | Derek Shepherd   |                |
| 2005 | Matthew Fox          | Lost                           | Jack Shephard    |                |
| 2005 | Wentworth Miller     | Prison Break                   | Michael Scofield |                |
| 2005 | Kiefer Sutherland    | 24                             | Jack Bauer       |                |
| 2004 |                      | Ian McShane                    | Deadwood         | Al Swearengen  |
| 2004 | Michael Chiklis      | The Shield                     | Vic Mackey       |                |
| 2004 | Denis Leary          | Rescue Me                      | Tommy Gavin      |                |
| 2004 | Julian McMahon       | Nip/Tuck                       | Christian Troy   |                |
| 2004 | James Spader         | Boston Legal                   | Alan Shore       |                |
| 2003 |                      | Anthony LaPaglia               | Without a Trace  | Jack Malone    |
| 2003 | Michael Chiklis      | The Shield                     | Vic Mackey       |                |
| 2003 | William Petersen     | CSI: Crime Scene Investigation | Gil Grissom      |                |
| 2003 | Martin Sheen         | The West Wing                  | Josiah Bartlet   |                |
| 2003 | Kiefer Sutherland    | 24                             | Jack Bauer       |                |
| 2002 |                      | {{{Guanyador}}}                | The Shield       | Vic Mackey     |
| 2002 | James Gandolfini     | The Sopranos                   | Tony Soprano     |                |
| 2002 | Peter Krause         | Six Feet Under                 | Nate Fisher      |                |
| 2002 | Martin Sheen         | The West Wing                  | Josiah Bartlet   |                |
| 2002 | Kiefer Sutherland    | 24                             | Jack Bauer       |                |
| 2001 |                      | Kiefer Sutherland              | 24               | Jack Bauer     |
| 2001 | Simon Baker          | The Guardian                   | Nick Fallin      |                |
| 2001 | James Gandolfini     | The Sopranos                   | Tony Soprano     |                |
| 2001 | Peter Krause         | Six Feet Under                 | Nate Fisher      |                |
| 2001 | Martin Sheen         | The West Wing                  | Josiah Bartlet   |                |
| 2000 |                      | Martin Sheen                   | The West Wing    | Josiah Bartlet |
| 2000 | Andre Braugher       | Gideon's Crossing              | Ben Gideon       |                |
| 2000 | James Gandolfini     | The Sopranos                   | Tony Soprano     |                |
| 2000 | Rob Lowe             | Six Feet Under                 | Nate Fisher      |                |
| 2000 | Dylan McDermott      | The Practice                   | Bobby Donnell    |                |

### Anys anteriors
| Any  | Guanyador           | Sèrie                                       |
| ---- | ------------------- | ------------------------------------------- |
| 1999 | James Gandolfini    | The Sopranos                                |
| 1998 | Dylan McDermott     | Els practicants                             |
| 1997 | Anthony Edwards     | ER                                          |
| 1996 | David Duchovny      | The X-Files                                 |
| 1995 | Jimmy Smits         | NYPD Blue                                   |
| 1994 | Dennis Franz        | NYPD Blue                                   |
| 1993 | David Caruso        | NYPD Blue                                   |
| 1992 | Sam Waterson        | I'll Fly Away                               |
| 1991 | Scott Bakula        | Quantum Leap                                |
| 1990 | Kyle MacLachlan     | Twin Peaks                                  |
| 1989 | Ken Wahl            | Wiseguy                                     |
| 1988 | Ron Perlman         | La Bella i la Bèstia (Beauty and the Beast) |
| 1987 | Richard Kiley       | A Year in the Life                          |
| 1986 | Edward Woodward     | L'equalitzador                              |
| 1985 | Don Johnson         | Miami Vice                                  |
| 1984 | Tom Selleck         | Magnum, P.I.                                |
| 1983 | John Forsythe       | Dinastia                                    |
| 1982 | John Forsythe       | Dinastia                                    |
| 1981 | Daniel J. Travanti  | Hill Street Blues                           |
| 1980 | Richard Chamberlain | Shogun                                      |
| 1979 | Edward Asner        | Lou Grant                                   |
| 1978 | Michael Moriarty    | Holocaust                                   |
| 1977 | Edward Asner        | Lou Grant                                   |
| 1976 | Richard Jordan      | Captains and the Kings                      |
| 1975 | Robert Blake        | Baretta                                     |
| 1974 | Telly Savalas       | Kojak                                       |
| 1973 | James Stewart       | Hawkins                                     |
| 1972 | Peter Falk          | Culombo                                     |
| 1971 | Robert Young        | Marcus Welby, M.D.                          |
| 1970 | Peter Graves        | Mission: Impossible                         |